# Marathon van Brussel 2014
De marathon van Brussel 2014 vond plaats op zondag 5 oktober 2014. Het was de elfde editie van deze marathon. 
De wedstrijd bij de mannen werd gewonnen door de Belg Florent Caelen in 2:16.30. Hij had een voorsprong van bijna vijf minuten op zijn achtervolger Paul Kiprop uit Kenia. De Keniaan kwam in 2:21.20 over de finish. De wedstrijd bij de vrouwen werd gewonnen door de Belgische Louise Deldicque in 2:56.27. De Zuid-Afrikaanse Anne Ashworth volgde in 2:57.55 op bijna anderhalve minuut. 
In totaal finishten 1883 lopers de marathon en 7317 lopers de halve marathon.
Het evenement was gesponsord door Belfius.

## Marathon
Mannen
| rang   | naam                 | land | tijd    |
| ------ | -------------------- | ---- | ------- |
| Goud   | Florent Caelen       | BEL  | 2:16.30 |
| Zilver | Paul Kiprop          | KEN  | 2:21.20 |
| Brons  | Michael Brandenbourg | BEL  | 2:21.33 |
| 4      | Jelle Bertels        | BEL  | 2:27.22 |
| 5      | Mehdi Douib          | BEL  | 2:28.50 |
| 6      | Edwin Melly          | KEN  | 2:35.17 |
| 7      | Jonathan Limo        | KEN  | 2:35.25 |
| 8      | David Ashworth       | SAF  | 2:37.50 |
| 9      | Jean-Charles Byl     | BEL  | 2:39.09 |
| 10     | Greet Balemans       | BEL  | 2:40.01 |

Vrouwen
| rang   | naam               | land | tijd    |
| ------ | ------------------ | ---- | ------- |
| Goud   | Louise Deldicque   | BEL  | 2:56.27 |
| Zilver | Anne Ashworth      | RSA  | 2:57.55 |
| Brons  | Kristin Husby      | NOR  | 2:59.56 |
| 4      | Stephanie Cappelle | BEL  | 3:09.40 |
| 5      | Tatiana Sviridova  | RUS  | 3:17.06 |
| 6      | Heidi Keustermans  | BEL  | 3:17.06 |
| 7      | Karen Sobrino      | RSA  | 3:19.22 |
| 8      | Rachel Hagger      | GBR  | 3:19.32 |
| 9      | Silvia Lenaerts    | BEL  | 3:20.38 |
| 10     | Tiia Kuparinen     | FIN  | 3:21.14 |

## Halve marathon
Mannen
| rang   | naam                     | land | tijd    |
| ------ | ------------------------ | ---- | ------- |
| Goud   | Lander Van Droogenbroeck | BEL  | 1:08.35 |
| Zilver | Marcus Aberg             | BEL  | 1:10.24 |
| Brons  | Steven Dobbelaere        | BEL  | 1:10.56 |

Vrouwen
| rang   | naam           | land | tijd    |
| ------ | -------------- | ---- | ------- |
| Goud   | Alex Tondeur   | BEL  | 1:21.58 |
| Zilver | Diana Bogantes | CRC  | 1:26.32 |
| Brons  | Messy Messerat | BEL  | 1:27.26 |

2004 ·
2005 ·
2006 ·
2007 ·
2008 ·
2009 ·
2010 ·
2011 ·
2012 ·
2013 ·
2014 ·
2015 ·
2016 ·
2017 ·
2018 ·
2019 ·
2022 ·
2023 ·
2024 ·
2025